# Список лидеров кинопроката США 2020 года
Список лидеров кинопроката США 2020 года содержит аннотированное перечисление фильмов, которые занимали первое место в США по итогам сборов каждой из недель 2020 года.

## Список
Указаны сборы в кинопрокате за одну текущую неделю.
| #     | Дата                       | Фильм                                                                                      | Сборы                                                                                      | Примечания |                                                                                            |
| ----- | -------------------------- | ------------------------------------------------------------------------------------------ | ------------------------------------------------------------------------------------------ | --- | ------------------------------------------------------------------------------------------ |
| 1     | 5 января 2020              | Звёздные войны: Скайуокер. Восход                                                          | $34 524 815                                                                                | |                                                                                            |
| 2     | 12 января 2020             | 1917                                                                                       | $37 000 200                                                                                | «1917» занял первое место после двух недель ограниченного проката. |                                                                                            |
| 3     | 20 января 2020             | Плохие парни навсегда                                                                      | $62 504 105                                                                                | У «Плохих парней навсегда» был самый кассовый дебютный уик-энд в 2020 году. |                                                                                            |
| 4     | 26 января 2020             | Плохие парни навсегда                                                                      | $34 011 714                                                                                | |                                                                                            |
| 5     | 2 февраля 2020             | Плохие парни навсегда                                                                      | $17 682 959                                                                                | «Плохие парни навсегда» стали первым фильмом 2020 года, который лидировал по кассовым сборам три уик-энда подряд.                                                                   |                                                                                            |
| 6     | 9 февраля 2020             | Хищные птицы: Потрясающая история Харли Квинн                                              | $33 010 017                                                                                | |                                                                                            |
| 7     | 17 февраля 2020            | Соник в кино                                                                               | $58 018 348                                                                                | «Соник в кино» побил рекорд фильма «Покемон. Детектив Пикачу» (54,4 миллиона долларов) за самый кассовый дебютный уик-энд у адаптации видеоигры.                                    |                                                                                            |
| 8     | 23 февраля 2020            | Соник в кино                                                                               | $26 192 294                                                                                | |                                                                                            |
| 9     | 1 марта 2020               | Человек-невидимка                                                                          | $28 205 665                                                                                | |                                                                                            |
| 10    | 8 марта 2020               | Вперёд                                                                                     | $39 119 861                                                                                | |                                                                                            |
| 11    | 15 марта 2020              | Вперёд                                                                                     | $10 601 952                                                                                | По итогам недели «Соник в кино» (145,0 млн долларов) побил рекорд фильма «Покемон. Детектив Пикачу» (144,1 млн долларов) как самая кассовая адаптация видеоигры в домашнем прокате. |                                                                                            |
| 12-33 | 22 марта — 16 августа 2020 | Период, когда после закрытия кинотеатров из-за пандемии COVID-19 прокат был приостановлен. | Период, когда после закрытия кинотеатров из-за пандемии COVID-19 прокат был приостановлен. | Период, когда после закрытия кинотеатров из-за пандемии COVID-19 прокат был приостановлен.                                                                                          | Период, когда после закрытия кинотеатров из-за пандемии COVID-19 прокат был приостановлен. |
| 34    | 23 августа 2020            | Неистовый                                                                                  | $4 000 761                                                                                 | «Неистовый» занял первое место во второй уик-энд после выхода в прокат (и первое место в американских кинотеатрах). Это был первый фильм в широком прокате с марта.                 |                                                                                            |
| 35    | 30 августа 2020            | Новые мутанты                                                                              | $7 037 017                                                                                 | |                                                                                            |
| 36    | 6 сентября 2020            | Довод                                                                                      | $11 628 751                                                                                | С 65 % открытых кинотеатров в стране «Довод» занял первое место и получил самый кассовый уик-энд для фильма с марта.                                                                |                                                                                            |
| 37    | 13 сентября 2020           | Довод                                                                                      | $6 603 467                                                                                 | |                                                                                            |
| 38    | 20 сентября 2020           | Довод                                                                                      | $4 568 470                                                                                 | |                                                                                            |
| 39    | 27 сентября 2020           | Довод                                                                                      | $3 348 340                                                                                 | «Довод» стал первым фильмом после «Чёрной пантеры», который лидировал по кассовым сборам четыре уик-энда подряд.                                                                    |                                                                                            |
| 40    | 4 октября 2020             | Довод                                                                                      | $2 664 202                                                                                 | «Довод» стал первым фильмом после «Чёрной пантеры», который лидировал по кассовым сборам пять выходных подряд.                                                                      |                                                                                            |
| 41    | 11 октября 2020            | Дедушка НЕлёгкого поведения                                                                | $3 623 880                                                                                 | |                                                                                            |
| 42    | 18 октября 2020            | Честный вор                                                                                | $4 115 249                                                                                 | |                                                                                            |
| 43    | 25 октября 2020            | Честный вор                                                                                | $2 354 022                                                                                 | |                                                                                            |
| 44    | 1 ноября 2020              | Приходи поиграть                                                                           | $3 119 875                                                                                 | |                                                                                            |
| 45    | 8 ноября 2020              | Кровные узы                                                                                | $4 000 470                                                                                 | |                                                                                            |
| 46    | 15 ноября 2020             | Дичь                                                                                       | $3 600 355                                                                                 | |                                                                                            |
| 47    | 22 ноября 2020             | Дичь                                                                                       | $1 281 150                                                                                 | |                                                                                            |
| 48    | 29 ноября 2020             | Семейка Крудс 2: Новоселье                                                                 | $9 724 200                                                                                 | |                                                                                            |
| 49    | 6 декабря 2020             | Семейка Крудс 2: Новоселье                                                                 | $4 439 855                                                                                 | |                                                                                            |
| 50    | 13 декабря 2020            | Семейка Крудс 2: Новоселье                                                                 | $3 060 535                                                                                 | |                                                                                            |
| 51    | 20 декабря 2020            | Охотник на чудовищ                                                                         | $2 201 269                                                                                 | |                                                                                            |
| 52    | 27 декабря 2020            | Чудо-женщина 1984                                                                          | $16 701 957                                                                                | Одновременно вышел на HBO Max. |                                                                                            |

## Самые кассовые фильмы
Ниже представлен список десяти фильмов, собравших наибольшую кассу в США и Канаде за 2020 год.
| Место | Название                                      | Дистрибьютор     | Сборы, $    |
| ----- | --------------------------------------------- | ---------------- | ----------- |
| 1     | Плохие парни навсегда                         | Sony             | 206 305 244 |
| 2     | Соник в кино                                  | Paramount        | 148 974 665 |
| 3     | Хищные птицы: Потрясающая история Харли Квинн | Warner Bros.     | 84 158 461  |
| 4     | Удивительное путешествие доктора Дулиттла     | Universal        | 77 047 065  |
| 5     | Человек-невидимка                             | Universal        | 70 410 000  |
| 6     | Зов предков                                   | 20th Century Fox | 62 342 368  |
| 7     | Вперёд                                        | Disney           | 61 555 145  |
| 8     | Семейка Крудс 2: Новоселье                    | Universal        | 58 568 815  |
| 9     | Довод                                         | Warner Bros.     | 58 504 105  |
| 10    | Чудо-женщина 1984                             | Warner Bros.     | 46 801 036  |